# Año Nuevo japonés
El Año Nuevo japonés (正月 Shōgatsu?) es la más importante de las fiestas en el calendario japonés. En sentido más amplio, se refiere al primer mes de cada año. En tiempos antiguos esta fecha coincidía con el calendario chino, al inicio de la primavera; pero desde 1873, esta fecha fue ajustada al calendario gregoriano y por ende, coincide con el 1 de enero.
Las celebraciones se realizan durante tres días en que sólo se hacen los trabajos más necesarios, y la gente dedica la mayor parte del tiempo a su familia. Se acostumbra jugar a juegos tradicionales y comer platos especialmente preparados para la celebración. También se organiza una profunda limpieza de las casas, que luego son decoradas con kadomatsu, pinos decorativos que representan la longevidad.
Tradicionalmente, el kadomatsu debe ponerse el 14 de diciembre porque después de esa fecha está prohibido ir a cortar pinos a las montañas. Este árbol decorativo se mantiene hasta el 14 de enero.
Durante la celebración se entregan los seibo, regalos elegidos para aquellas personas de quienes se recibió ayuda durante el transcurso del año, y el primero de enero se entregan todas las cartas de saludos de año nuevo que se guardaron en la oficina de correos para ser repartidas en un envío especial cada año.

Es también muy importante saldar las deudas antes de fin de año.

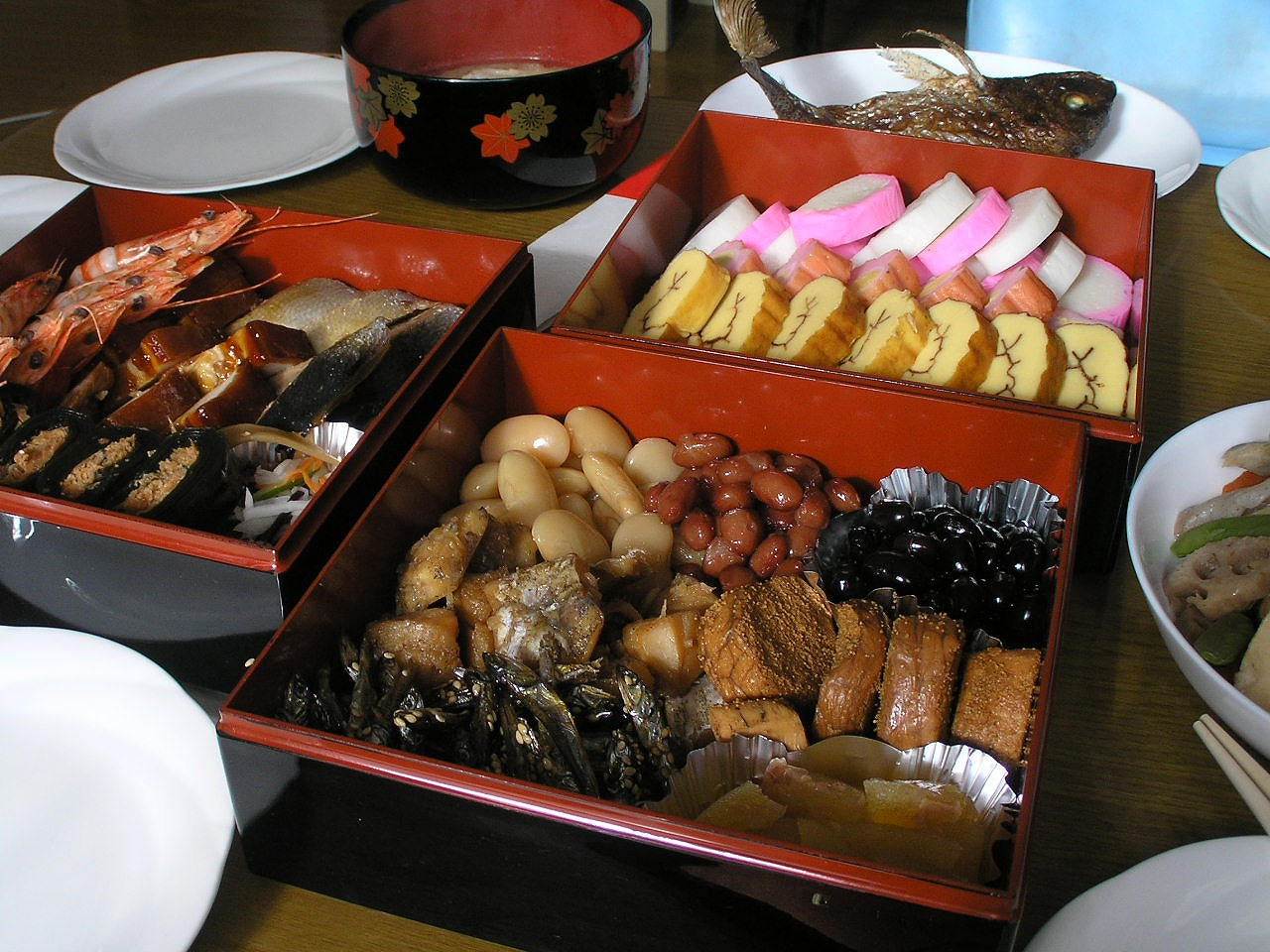
Típica comida tradicional de Año Nuevo de Japón

- Datos: Q701398
- Multimedia: New Year celebrations in Japan / Q701398